# Arcyophora patricula
Arcyophora patricula är en fjärilsart som beskrevs av George Francis Hampson 1902. Arcyophora patricula ingår i släktet Arcyophora och familjen trågspinnare. Inga underarter finns listade i Catalogue of Life.